# La Jeunesse d'Edison
Pour plus de détails, voir Fiche technique et Distribution.
La Jeunesse d'Edison (Young Tom Edison) est un film biographique américain en noir et blanc avec Mickey Rooney, réalisé par Norman Taurog sur la jeunesse de l'inventeur Thomas Edison, sorti en 1940.

## Synopsis
La jeunesse de Thomas Edison, futur inventeur prolifique dont les inventions allaient changer la vie de millions de gens.

## Distribution
- Mickey Rooney : Thomas Edison
- Fay Bainter : Nancy Edison
- George Bancroft : Samuel Edison
- Virginia Weidler : Tannie Edison
- Eugene Pallette : M. Nelson
- Victor Kilian : M. Dingle
- Bobby Jordan : Joe Dingle (Bobbie Jordan)
- J. M. Kerrigan : M. McCarney
- Lloyd Corrigan : Dr Pender
- John Kellogg : Bill Edison
- Clem Bevans : M. Waddell
- Harry Shannon : capitaine Brackett

Acteurs non crédités
- Fern Emmett : Mme McCarney
- Spencer Tracy : homme admirant le portrait de Thomas Edison